# Hayata Kosugi
Hayata Kosugi（はやた こすぎ、1989年6月29日 - 2021年10月）ことHSU（スー）は、日本のベーシスト、作詞家、作曲家。神奈川県横浜市出身。ロックバンド・Suchmosとジャズ／ヒップホップグループ・SANABAGUN.のメンバーとして活躍した。

## 経歴
- 家族の影響で、幼い頃からスティーヴィー・ワンダー、スティーリー・ダン、ジャミロクワイなどを聴いて育ち、5歳頃、クラシック・ギターを始める。中学3年生の時に学園祭でバンドを組みギターを担当。
- 従弟が彼の持っていたギターを壊してしまい、伯父が代わりにベースを買ってくれたことをきっかけにベースを始めた。両親が聴いていた洋楽の影響でベースの音が好きだったこともあってかみるみる上達し、多摩大学目黒高校時代は先輩のバンドから声をかけられたこともあった。
- 高校時代に幼馴染のTAIKING(ボーカル／ギター)、AYUSTAT(ギター)、OK(ドラム)と組んでいたバンドIVORYが、島村楽器のプロデュースするアマチュアバンドコンテスト「HOTLINE2009年」のファイナリスト11組に全国応募2,500組以上の中から選出された[3]。その後、大手音楽プロダクションにスカウトされ育成契約をするが、バンドは空中分解した[4]。
- 洗足学園音楽大学のジャズ科に進学。授業やレッスンにはほとんど出席せず、そこで出会った人たちとひたすらセッションする日々を送っていた。
- 2013年、SANABAGUN.とSuchmosでバンドメンバーとしての活動をスタートさせる。
- バンド活動の休止後は、Vaundy、小袋成彬、マハラージャンなどのツアーやレコーディングに参加[5][6][7]。
- 2021年10月、Suchmosの公式サイトが死去を発表[2]。
- 2021年11月　J-WAVE「ベースの日」特番内で追悼の企画が設けられた[8]。

## バンド遍歴

### SANABAGUN.
- 2013年、正式に活動をスタートし、渋谷駅周辺での路上ライブを開始。
- 2014年8月、1stアルバム『Son of a Gun』でP-VINEからデビュー[9]。
- 2015年10月、ビクターエンタテインメント内のレーベルCONNECTONEからメジャーデビュー。アルバム『メジャー』を発表[10]。これに伴い、バンド名を広げる目的で毎週渋谷駅周辺で行ってきた路上ライブ活動を終了[11]。
- 2017年9月、脱退を発表[12]。

### Suchmos
- OLD JOEのボーカル／ギターとして活動していた河西洋介（後のYONCE）を1年かけて口説いてボーカルとして加入させ、2013年にSuchmosを結成。Hayata Kosugi（HSU）がSuchmosとしてはじめて書いた曲「Miree」は、YONCEが歌ったらに絶対にマッチするとイメージして制作されている[4]。
- 2014年7月、FUJI ROCK FESTIVAL'「ROOKIE A GO-GO」に出場[13]。
- 2015年4月、1st EP「Essence」でSPACE SHOWER MUSICからデビュー[14]。
- 2016年1月24日付のJ-WAVE TOKIO HOT 100のチャートで「STAY TUNE」 が1位を獲得。新人アーティストが1位になったのは、2005年Def Techの「My Way」以来という11年振りの快挙となった[15]。
- 2016年9月、「STAY TUNE」が、Honda『VEZEL』CMソングに起用される[16]。
- 2017年、ベース・マガジン3月号の表紙を初めて飾った。誌面では彼が多大な影響を受けた元ジャミロクワイのスチュアート・ゼンダーとの対談を行った[17]。
- 2017年12月、 2nd アルバム『THE KIDS』が、第59回日本レコード大賞 最優秀アルバム賞を受賞。
- 2017年4月、ソニー・ミュージックレーベルズとアーティスト専属契約を結び、自らの所属レーベル「F.C.L.S.（エフ・シー・エル・エス）」を発足[18]。
- 2017年07月、1stシングル「FIRST CHOICE LAST STANCE」でメジャーデビュー[19]。
- 2018年12月、第69回NHK紅白歌合戦に初出場。
- 2019年9月、バンド結成当初からの目標であった地元・横浜スタジアムでのワンマンライブ「Suchmos THE LIVE YOKOHAMA STADIUM」を開催[20]。
- 2021年02月、活動休止を発表[2]。

## 参加作品
| 年月       | アーティスト    | 作品                                                             | 備考                                                |
| ---------- | --------------- | ---------------------------------------------------------------- | --------------------------------------------------- |
| 2020年6月  | TELE-PLAY       | あいにいきたい(feat. BASI, Chara, SIRUP, TENDRE and Ryo Konishi) | J-WAVE「MY NORMAL NEW SUMMER」キャンペーンソング    |
| 2020年10月 | KID FRESINO     | No Sun                                                           |                                                     |
| 2021年7月  | Vaundy          | 花占い                                                           | 日テレ系・日曜ドラマ 「ボクの殺意が恋をした」主題歌 |
| 2021年9月  | Vaundy          | Tokimeki                                                         | トヨタ自動車“カローラ クロス”CMソング               |
| 2021年9月  | Vaundy          | 偉生人                                                           | 大河ドラマ「青天を衝け」インスパイアードソング      |
| 2021年10月 | Vaundy          | 泣き地蔵                                                         |                                                     |
| 2022年1月  | Vaundy          | 裸の勇者                                                         | TVアニメ「王様ランキング」OPテーマ曲                |
| 2021年9月  | kiki vivi liliy | You Were Mine                                                    | アルバム『Tasty』収録                               |
| 2021年10月 | 小袋 成彬       | WORK                                                             | アルバム『Strides』収録                             |
| 2021年10月 | 小袋 成彬       | BUTTER                                                           | アルバム『Strides』収録                             |

## ディスコグラフィー
| 年月      | アーティスト | 曲名           | 作詞      | 作曲    | 備考                                                                         |
| --------- | ------------ | -------------- | --------- | ------- | ---------------------------------------------------------------------------- |
| 2015年4月 | Suchmos      | Miree          | HSU       | HSU     | EP「ESSENCE」に収録                                                          |
| 2015年7月 | Suchmos      | GAGA           | HSU       | HSU     | アルバム『THE BAY』に収録                                                    |
| 2015年7月 | Suchmos      | GIRL feat.呂布 | HSU・呂布 | HSU     | アルバム『THE BAY』に収録                                                    |
| 2016年1月 | Suchmos      | STAY TUNE      | HSU       | Suchmos | EP「LOVE & VICE」に収録、アルバム『THE KIDS』に収録 / Honda『VEZEL』CMソング |
| 2016年7月 | Suchmos      | JET COAST      | Suchmos   | HSU     | EP「MINT CONDITION」に収録                                                   |
| 2017年1月 | Suchmos      | PINKVIBES      | HSU       | Suchmos | アルバム『THE KIDS』に収録                                                   |
| 2017年1月 | Suchmos      | SEAWEED        | Suchmos   | HSU     | アルバム『THE KIDS』に収録                                                   |
| 2017年7月 | Suchmos      | WIPER          | HSU       | Suchmos | シングル「FIRST CHOICE LAST STANCE」に収録                                   |
| 2019年3月 | Suchmos      | WHY            | HSU       | Suchmos | アルバム『THE ANYMAL』に収録                                                 |